# Boan
Boan este un sat din comuna Šavnik, Muntenegru. Conform datelor de la recensământul din 2003, localitatea are 80 de locuitori (la recensământul din 1991 erau 118 locuitori).

## Demografie
În satul Boan locuiesc 62 de persoane adulte, iar vârsta medie a populației este de 34,5 de ani (31,9 la bărbați și 36,8 la femei). În localitate sunt 21 de gospodării, iar numărul mediu de membri în gospodărie este de 3,81.
Această localitate este populată majoritar de sârbi (conform recensământului din 2003).
|  |

| Demografie | Demografie | Demografie |
| An         | Locuitori  | Locuitori  |
| ---------- | ---------- | ---------- |
|            |            |            |
|            |            |            |
|            |            |            |
|            |            |            |
| 1948       | 146        |            |
| 1953       | 147        |            |
| 1961       | 90         |            |
| 1971       | 99         |            |
| 1981       | 141        |            |
| 1991       | 118        | 118        |
| 2003       | 80         | 80         |

| \| Componența etnică conform recensământului din 2003[2] \| Componența etnică conform recensământului din 2003[2] \| Componența etnică conform recensământului din 2003[2] \| Componența etnică conform recensământului din 2003[2] \| Componența etnică conform recensământului din 2003[2] \| \| ----------------------------------------------------- \| ----------------------------------------------------- \| ----------------------------------------------------- \| ----------------------------------------------------- \| ----------------------------------------------------- \| \| \| \| \| \| \| \| Sârbi \| Sârbi \| \| 60 \| 75% \| \| Muntenegreni \| Muntenegreni \| \| 19 \| 23,75% \| \| necunoscută \| necunoscută \| \| 0 \| 0% \| |              |  |    |        |
| Componența etnică conform recensământului din 2003 |              |  |    |        |
| |              |  |    |        |
| Sârbi | Sârbi        |  | 60 | 75%    |
| Muntenegreni | Muntenegreni |  | 19 | 23,75% |
| necunoscută | necunoscută  |  | 0  | 0%     |